# Hydrocanthus pallisteri
Hydrocanthus pallisteri là một loài bọ cánh cứng trong họ Noteridae. Loài này được Young miêu tả khoa học đầu tiên năm 1985.